# Rota Dentro
Rota Dentro è la frazione d'altura del comune bergamasco di Rota d'Imagna.

## Storia
Il comune di Rota si divise in due parti secondo i territori delle due parrocchie locali nel 1774 durante il dominio veneziano, riunendosi solo temporaneamente su ordine di Napoleone, dato che gli austriaci annullarono la decisione al loro arrivo nel 1815 con il Regno Lombardo-Veneto.
Dopo l'unità d'Italia il paese rimase diviso in due finché il fascismo decise la riunificazione del comune.